# Circolo di Eutin
Il Circolo di Eutin era un gruppo di eminenti intellettuali e artisti che si riunivano a Eutin, che fiorì tra il 1776 e il 1829.
Al Circolo di Eutin aderirono il poeta del movimento Sturm und Drang, Federico Leopoldo di Stolberg-Stolberg, il poeta e traduttore letterario Johann Heinrich Voss, il drammaturgo Heinrich Wilhelm von Gerstenberg, il filosofo Friedrich Heinrich Jacobi, l'avvocato e scrittore Johann Georg Schlosser e il ministro prussiano Georg Heinrich Ludwig Nicolovius (1767-1839, membro onorario dell'Accademia delle arti di Prussia). Il gruppo poi si sciolse sulle divergenze tra Voss e Stolberg in merito alla Rivoluzione francese.